# Usine Volvo de Gand
L'Usine Volvo de Gand est une usine de production d'automobiles et poids lourds des groupes Volvo Cars et Volvo Europa Trucks. Elle est située à Oostakker, près de Gand (Belgique).

## Histoire
La première chaîne d'assemblage est opérationnelle en 1965. L’Amazon est le premier modèle produit. Le montage de cabines camions débute 10 ans après .
Sont ensuite assemblés les modèles 140, 240, 740, 850 ainsi que S60, S70 et V70.
Après une recherche d'économies d'énergie (isolation thermique, nouvel air climatisé, etc.) depuis 2001, l'usine a investi dans la production d'énergie renouvelable : chaufferie biomasse, panneaux solaires et trois éoliennes en partenariat avec Electrabel.
En 2010, environ 2 000 personnes travaillent pour Volvo Trucks, et environ 4 700 personnes sont employées en 2012 par Volvo Cars.
On y produit actuellement les modèles  V40, S60 II et XC60,, ainsi que le camion Volvo FE. Le montage des cabines de moyenne gamme est rapatrié en 2014 sur le site Renault Trucks de Blainville (Calvados), l'usine de Gand se consacrant désormais exclusivement à l'assemblage de poids-lourds de gros volume (plus de 16 tonnes).
Le site est le théâtre d'un mouvement social au printemps 2016, à la suite de la non-reconduction de plusieurs contrats de sous-traitance, laissant planer l'incertitude quant au devenir de l'emploi,.

## Chiffres de production par année
- 2005 : 258 000 véhicules[6]
- 2007 : ?véhicules et 43 000 poids-lourds[4]
- 2008 : ?véhicules et 43 000 poids-lourds[4]
- 2009 : ?véhicules et 12 000 poids-lourds[4]
- 2010 : 223 000 véhicules[6]
- 2011 : 265 000 véhicules[6]
- 2012 : 258 000 véhicules
- 2015 : près de 265 000 véhicules et 40 000 poids-lourds[12]

## Chiffres de production par modèle[13]
- Volvo 120 / 1200 / 130 : 26 310 véhicules (de 1965 à 1969)
- Volvo 142 / 144 / 145 : 205 510 véhicules (de 1967 à 1974)
- Volvo 240 / 260 : 428 371 véhicules (de 1974 à 1984)
- Volvo 740 / 940 : 617 089 véhicules (de 1983 à 1992)
- Volvo 850 : 596 812 véhicules (de 1991 à 1996)
- Volvo S70 / V70: 513 746 véhicules (de 1996 à 2000)
- Volvo S60 / V70 : 897 477 véhicules (chiffres de 2000 à 2007, production arrêtée en 2009 - dont 578 282 exemplaires pour la seule S60, pour la période 2000 à 2009)
- Volvo S40 / V50 : 547 176 véhicules (chiffres de 2004 à 2007, production arrêtée en 2012)
- Volvo C30 : 61 035 véhicules (chiffres de 2006 à 2007, production en cours)
- Volvo XC60 : début en 2008
- Volvo S60 II : début en 2010
- Volvo V40 II : début en 2012